# Харијет Мартино
Харијет Мартино (енгл. Harriet Martineau; Норич, 12. јун 1802 — 27. јун 1876) је била енглески друштвени теоретичар и виговски писац, често се сматра првом женом у социологији и зачетницом феминизма.

Мартино је написала много књига и мноштво есеја из социолошког, верског, холистичког, а можда и најконтроверзније, женског угла; Она је такође превела различите радове из Огуста Комте. Зарађивала је довољно само од свог писања, што је био редак подвиг за жене у викторијанско доба. Млада принцеза Викторија уживала је читајући њена издања. Краљица ју је позвала на крунисање принцезе Викторије 1838.- догађај који је Мартино описала, са мноштво забавних детаља, својим читаоцима.  Мартино је описала свој приступ писању на следећи начин: "Када човек проучава друштво он се мора фокусирати на све његове аспекте, укључујући кључне политичке, верске и социјалне установе" . Веровала је да је темељна друштвена анализа била неопходна да би се схватио подређени положај жена у односу на мушкарце.
Романсијерка Маргарет Олифант рекла је: "Као рођени предавач и политичар она [Харијет Мартино] је изразито мање погођена својим полом него можда било који други, мушкарац или жена, њене генерације".Мартино је у свом писању увела феминистичке социолошке перспективе које су иначе бивале превиђене као што су брак, деца, кућни и верски живот и расни односи.

## Биографија
Била је шеста од осморо деце. Рођена је у Норичу, Енглеска, где јој је отац био произвођач текстила, а мајка ћерка прерађивача шећера и бакалара. Породица Мартино је била француског Хугено порекла и усавршавала је унитарне ставове. Харијет Мартино била је најближа са својим братом Џејмсом, који је постао свештеник у традицију енглеских дизентера. Према писцу Дајани Постлетвејт, Харијетин однос са мајком је био напет и без наклоности, што је допринело њеним ставовима у свом каснијем писању. Мартино тврди да је мајка оставила дојиљи .
Њени идеали према дому и "природном факултету за газдовање", као што је описано у књизи Образовања Домаћинстава (1848), проистекла је из њеног недостатка васпитања током одрастања.  Њена мајка је била антитеза топлих и негованих квалитета које је Харијет сматрала неопходним за девојчице у раном узрасту. Њена мајка је инстистирала да сва њена деца буду начитана, али се у исто време супротстављала женској  педантности. Сматрала је да њена ћерка не сме бити виђена са оловком у руци.Њена мајка стриктно примењивала "правилно" женско понашање, терајући ћерку да држи иглу за шивење једнако добро као и оловку.
Мартино је почела губи чула укуса и мириса у младости, постала је све глувља и морала је да користи слушни апарат.То је био почетак многих здравствених проблема у њеном животу. У 1821. почела да пише је анонимно за Месечни Репозиторијум, и 1823. објавила је Молитвене вежбе и обраћања.Посао њеног оца је пропао у 1829. У 27 години живота, Мартино је изашла из женског света да би зарадила за живот своје породице. Заједно са својом везом, почела је продаје своје чланке Месечном Репозиторијуму, зарађују признања, укључујући и три награде за есеје од Унитарног Удружења. Њен редован рад са Репозиторијумом помогао јој је да се утемељи као поуздан и популаран писац.
У својој Аутобиографији,осврће се на свој успех као писац и на пословни неуспех њеног оца, који описује као "најбољу ствар која се десила њеној породици." јер је коначно могла да истински живи уместо да стагнира.она истиче своје искуство са финансијском одговорношћу  у свом животу док пише "Јединство књижевних и економских наратива."
Њена прва издата књига, Илустрације Политичке економије, био је измишљени уџбеник намењен да помогне јавности да разуме идеје Адама Смита. Илустрација је објављена у фебруару 1832. у издању од само 1500 књига, јер је издавач претпоставио да се неће добро продавати. Ипак, врло брзо је постала веома успешна, толико да је надмашила продају Дикенсових дела. Илустрација је било прво дело којим је стекла широку славу, а тај успех послужио је за ширење идеје слободног тржишта Адама Смита и широм целе Британске империје. Мартино се сложила да пише низ сличних месечних прича у периоду од две године, рад је убрзан уз помоћ њеног брата Џејмса који је писао са њом.  Каснији радови понудили су фиктивне туторијале о низу политичких економиста, као што су Џејмс Мил, Бентам и  Рикардо, и каснији у којима препричава своје погледе на закон за плаћање закупа. Мартино се ослањала на Малтуса током формирања свог виђења популације, мада у причама као што су "Вил и Воу у Гарвелоку" промовисала је идеју контроле становништва само преко уљудних појмова добровољне чедности и старијих бракова.

## Економија и друштвене науке
Мартино предлаже Политичке Економске теорије у Илустрација Политичке економије. Она се сматра фаворитом који спаја фикцију и економичност у временском периоду када "фикција је тврдила власт над емоционалним знањем, а економија је тврдила власт над емпиријским знањем."  Поред тога, Харијет Мартино отвара врата женама у политику.  На пример, Дали Лана објашњава да је "тако што на тему домаће привреде да носе на политичкој економији, Мартино ставља жене више централно у економској теорији и пракси. У том контексту, жене - као читалаца илустрација и као ликови са причама - не само донела део обимније економије, али и (због њиховог учешћа)да науче принципе политичке економије ".

## Смрт
Харијет Мартино умрла је од бронхитиса на "Кнолу" 27. јуна 1876.
Следећег априла, у Бракондејлу, на имању свог рођака, обимне колекције њене уметности продате су на аукцији.

## Библографија
- Illustrations of taxation; 5 volumes; Charles Fox, 1834
- Illustrations of Political Economy; 9 volumes; Charles Fox, 1834
- Miscellanies; 2 volumes; Hilliard, Gray and Co., 1836
- Society in America; 3 volumes; Saunders and Otley, ; (reissued by Cambridge University Press. 2009.  978-1-108-00373-5. ); . 1837 https://archive.org/details/societyinameric05martgoog. Недостаје или је празан параметар |title= (помоћ)
- Retrospect of Western Travel; Saunders and Otley, 1838, (Project Gutenberg Volume 1, Volume 2)
- Martineau, Harriet (2005). How to Observe: Morals and Manners. Kessinger Publishing. ISBN 978-1-4179-7389-7.
- Deerbrook; London, 1839; Project Gutenberg
- The Hour and the Man: An Historical Romance, 1839, Project Gutenberg
- The Crofton Boys. A Tale; Charles Knight, 1841; Project Gutenberg
- Life in the Sickroom, 1844
- Household Education, 1848, Project Gutenberg
- Eastern Life. Present and Past; 3 volumes; Edward Moxon, 1848
- The History of the Thirty Years' Peace, A.D. 1816–1846 (1849)
- Feats on the Fiord. A Tale of Norway; Routledge, Warne, & Routledge, 1865, Project Gutenberg
- Harriet Martineau's Autobiography. With Memorials by Maria Weston Chapman; 2 volumes; Smith, Elder & Co, 1877; Liberty Fund.
- A Complete Guide to the English Lakes; John Garnett 1855 and later editions[13]
- Atkinson, H.G. & Martineau, H.. Letters on the Laws of Man's Nature and Development; Chapman, 1851 (reissued by Cambridge University Press. 2009.  978-1-108-00415-2. )
- Comte, A; Martineau, H. (tr.). The Positive Philosophy of Auguste Comte; 2 volumes; Chapman, 1853 (reissued by Cambridge University Press. 2009.  978-1-108-00118-2. )